# Eleições federais na Suíça em 2023
As eleições federais na Suíça em 2023 foram realizadas em 22 de outubro de 2023, para eleger os 200 membros do Conselho Nacional e os 46 membros do Conselho dos Estados, as duas câmaras do Parlamento Federal da Suíça. Segundos turnos para o Conselho dos Estados ocorreram em 12, 19 e 26 de novembro de 2023 em alguns cantões, conforme necessário.
O Partido Popular Suíço (SVP/UDC) consolidou-se como o maior partido, obtendo 27,93% dos votos e 62 assentos no Conselho Nacional, um ganho de 9 assentos em relação a 2019. Os Verdes e os Verdes Liberais perderam apoio, caindo para 23 e 10 assentos, respectivamente, enquanto o Partido Social Democrata da Suíça (SP/PS) ganhou 2 assentos, alcançando 41. A participação eleitoral foi de 46,6%, um leve aumento em relação aos 45,12% de 2019, com 5.909 candidatos, dos quais 41% eram mulheres, embora o número de mulheres eleitas tenha diminuído de 84 para 77.
A campanha foi marcada por debates sobre imigração, custo de vida e segurança energética, refletindo uma tendência à direita na política suíça. Em 13 de dezembro de 2023, o Parlamento elegeu o Conselho Federal para o mandato 2024–2028, mantendo a "fórmula mágica" com 2 SVP, 2 SP, 2 FDP e 1 O Centro, e elegendo Viola Amherd como Presidente da Confederação Helvética para 2024.

## Sistema Eleitoral
Os 200 membros do Conselho Nacional são eleitos em 26 círculos eleitorais correspondentes aos cantões, por representação proporcional de lista aberta. Os eleitores podem alterar listas, dividir votos entre partidos (panachage) ou criar listas próprias. Os assentos são distribuídos pelo sistema Hagenbach-Bischoff, com base na população de cada cantão.
Os 46 membros do Conselho dos Estados são eleitos em 20 círculos binomiais (cantões completos, 2 assentos) e 6 uninominais (semicantões, 1 assento). A maioria usa o sistema majoritário em até dois turnos, exceto Jura e Neuchâtel, que adotam representação proporcional. As regras de elegibilidade variam por cantão, com alguns permitindo voto de residentes estrangeiros ou jovens de 16–17 anos.

## Partidos
Os principais partidos participantes incluíram:
| Partido | Partido                                      | Líder                         | Ideologia                | Espectro                  |
| ------- | -------------------------------------------- | ----------------------------- | ------------------------ | ------------------------- |
|         | Partido Popular Suíço (SVP/UDC)              | Marco Chiesa                  | Nacionalismo suíço       | Direita a Extrema-direita |
|         | Partido Social Democrata da Suíça (SP/PS)    | Cédric Wermuth e Mattea Meyer | Socialismo democrático   | Esquerda                  |
|         | Partido Liberal Radical da Suíça (FDP/PLR)   | Thierry Burkart               | Liberalismo              | Centro-direita            |
|         | O Centro (Die Mitte/Le Centre)               | Gerhard Pfister               | Democracia cristã        | Centro                    |
|         | Os Verdes (Grüne/Les Verts)                  | Balthasar Glättli             | Política verde           | Esquerda                  |
|         | Partido Verde Liberal (GLP/PVL)              | Jürg Grossen                  | Liberalismo verde        | Centro                    |
|         | Partido Evangélico Suíço (EVP/PEV)           | Liliane Jaus                  | Democracia cristã        | Centro                    |
|         | União Democrática Federal da Suíça (EDU/UDF) | Hans Moser                    | Conservadorismo cristão  | Direita                   |
|         | Liga de Ticino (Lega)                        | Lorenzo Quadri                | Regionalismo             | Direita                   |
|         | Movimento dos Cidadãos de Genebra (MCG)      | Ana Roch                      | Conservadorismo nacional | Direita                   |

## Resultados Oficiais

### Conselho Nacional
| Partido                 | Partido                                        | Votos     | %             | +/-   | Deputados | +/-     |
| ----------------------- | ---------------------------------------------- | --------- | ------------- | ----- | --------- | ------- |
|                         | Partido Popular Suíço (SVP/UDC)                | 696 108   | 27,93 / 100,0 | 2,34  | 62 / 200  | 9       |
|                         | Partido Social Democrata da Suíça (SP/PS)      | 455 868   | 18,27 / 100,0 | 1,43  | 41 / 200  | 2       |
|                         | Partido Liberal Radical da Suíça (FDP/PLR)     | 355 561   | 14,25 / 100,0 | 0,86  | 28 / 200  | 1       |
|                         | O Centro (Die Mitte/Le Centre)                 | 350 893   | 14,06 / 100,0 | 0,46  | 29 / 200  | 1       |
|                         | Os Verdes (Grüne/Les Verts)                    | 244 120   | 9,78 / 100,0  | 3,42  | 23 / 200  | 5       |
|                         | Partido Verde Liberal (GLP/PVL)                | 188 369   | 7,55 / 100,0  | 0,25  | 10 / 200  | 6       |
|                         | Partido Evangélico Suíço (EVP/PEV)             | 48 650    | 1,95 / 100,0  | 0,12  | 2 / 200   | 1       |
|                         | União Democrática Federal da Suíça (EDU/UDF)   | 30 698    | 1,23 / 100,0  | 0,24  | 2 / 200   | 1       |
|                         | Liga de Ticino (Lega)                          | 19 156    | 0,77 / 100,0  | 0,03  | 1 / 200   | Estável |
|                         | Movimento dos Cidadãos de Genebra (MCG)        | 6 087     | 0,24 / 100,0  | 0,04  | 1 / 200   | 1       |
|                         | Partido Suíço do Trabalho-A Esquerda (PST-POP) | 5 250     | 0,21 / 100,0  | 0,89  | 0 / 200   | 2       |
|                         | Outros                                         | 93 266    | 3,74 / 100,0  | 0,74  | 1 / 200   | Estável |
| Votos Inválidos         | Votos Inválidos                                | 38 943    | 1,47 / 100,0  |       |           |         |
| Total                   | Total                                          | 2 653 986 | 100,0 / 100,0 |       | 200 / 200 |         |
| Eleitorado/Participação | Eleitorado/Participação                        | 5 695 513 | 46,6 / 100,0  | 1,48  |           |         |
| Fonte                   | Fonte                                          | [ 1 ]     | [ 1 ]         | [ 1 ] | [ 1 ]     | [ 1 ]   |

|         |       |           |         |       |         |        |
| SVP/UDC | SP/PS | Die Mitte | FDP/PLR | Grüne | GLP/PVL | Outros |
| 62      | 41    | 29        | 28      | 23    | 10      | 7      |

### Conselho dos Estados
| Partido | Partido                                    | 1ª Volta | 2ª Volta | Total   | +/-     |
| ------- | ------------------------------------------ | -------- | -------- | ------- | ------- |
|         | O Centro (Die Mitte/Le Centre)             | 11 / 26  | 4 / 20   | 15 / 46 | 2       |
|         | Partido Liberal Radical da Suíça (FDP/PLR) | 8 / 26   | 3 / 20   | 11 / 46 | 1       |
|         | Partido Social Democrata da Suíça (SP/PS)  | 5 / 26   | 4 / 20   | 9 / 46  | Estável |
|         | Partido Popular Suíço (SVP/UDC)            | 2 / 26   | 4 / 20   | 6 / 46  | Estável |
|         | Os Verdes (Grüne/Les Verts)                | 0 / 26   | 3 / 20   | 3 / 46  | 2       |
|         | Independentes                              | 0 / 26   | 2 / 20   | 2 / 46  | 1       |
| Total   | Total                                      | 26 / 26  | 20 / 20  | 46 / 46 |         |
| Fonte   | Fonte                                      | [ 2 ]    | [ 2 ]    | [ 2 ]   | [ 2 ]   |

|           |         |       |         |       |        |
| Die Mitte | FDP/PLR | SP/PS | SVP/UDC | Grüne | Outros |
| 15        | 11      | 9     | 6       | 3     | 2      |

## Eleições para o Conselho Federal
Em 13 de dezembro de 2023, o Parlamento elegeu o Conselho Federal para o mandato 2024–2028. Todos os membros foram reeleitos, exceto Alain Berset (SP), substituído por Beat Jans após três rodadas de votação. A composição manteve a "fórmula mágica" (2 SVP, 2 SP, 2 FDP, 1 O Centro). Viola Amherd (O Centro) foi eleita Presidente da Confederação Helvética para 2024 com 158 votos, e Karin Keller-Sutter (FDP) vice-presidente com 166 votos.
| Nome                      | Partido  | Departamento (2024)                              | Votos           |
| ------------------------- | -------- | ------------------------------------------------ | --------------- |
| Guy Parmelin              | SVP      | Economia, Educação e Pesquisa                    | 200             |
| Élisabeth Baume-Schneider | SP       | Assuntos Internos                                | 172             |
| Albert Rösti              | SVP      | Meio Ambiente, Transporte, Energia e Comunicação | 189             |
| Beat Jans                 | SP       | Justiça e Polícia                                | 134 (3ª rodada) |
| Karin Keller-Sutter       | FDP      | Finanças                                         | 202             |
| Viola Amherd              | O Centro | Defesa, Proteção Civil e Esporte                 | 205             |
| Ignazio Cassis            | FDP      | Relações Exteriores                              | 167             |
| Fonte                     | Fonte    | Fonte                                            | [ 3 ]           |

|         |       |         |           |
| SVP/UDC | SP/PS | FDP/PLR | Die Mitte |
| 2       | 2     | 2       | 1         |

## Temas e Controvérsias
A campanha destacou imigração, custo de vida e energia, com o SVP capitalizando essas questões para crescer, enquanto os Verdes perderam apoio devido a uma mudança nas prioridades eleitorais. Em 25 de outubro de 2023, o Escritório Federal de Estatísticas corrigiu os percentuais de votos (O Centro de 14,6% para 14,1%; FDP de 14,4% para 14,3%), sem impacto nos assentos.

## Representação de Gênero
Dos 5.909 candidatos, 41% eram mulheres, mas apenas 77 foram eleitas ao Conselho Nacional (contra 84 em 2019), possivelmente devido ao avanço de partidos como o SVP, com menor representação feminina (19,35%).